# 谢迪
谢迪（1467年—1529年），字于吉，号石崖，浙江余姚人。明朝政治人物，大學士谢迁之弟。

## 生平
弘治十一年（1498年），谢迪舉戊午科浙江鄉試第四十八名舉人，弘治十二年（1499年）聯捷己未科會試第一百四十九名，二甲三十七名进士，历职兵部主事，正德二年五月被令致仕。世宗继位，起升武选司员外郎，嘉靖元年（1522年）二月升江西布政司右参议，升江西按察副使，兵备九江，五年二月升河南按察使，官至广东左布政使，为当时广东的最高行政长官。

## 事跡
谢迁任阁老之时，曾弹劾宦官刘瑾，遭刘瑾忌恨。刘瑾遂串通当时阁臣焦芳，纠结人马，罢斥谢迪的兵部主事职务。

## 遗迹
余姚泗门有“大方伯第”，为原谢迪府第。内有“光范堂”和“祗训楼”。“祗训楼”为谢迪之藏书楼，是东南闻名的藏书楼。

## 家族
曾祖谢原广。祖谢莹，前布政司都事，贈太子少保兵部尚書兼东阁大学士。父谢恩，以子謝遷贈太子少保兵部尚書兼东阁大学士。嫡母邹氏，贈夫人；生母林氏。永感下。兄謝遷，太子少保兵部尚書兼东阁大学士。谢选。